# 拉克斯 (瓦萊州)

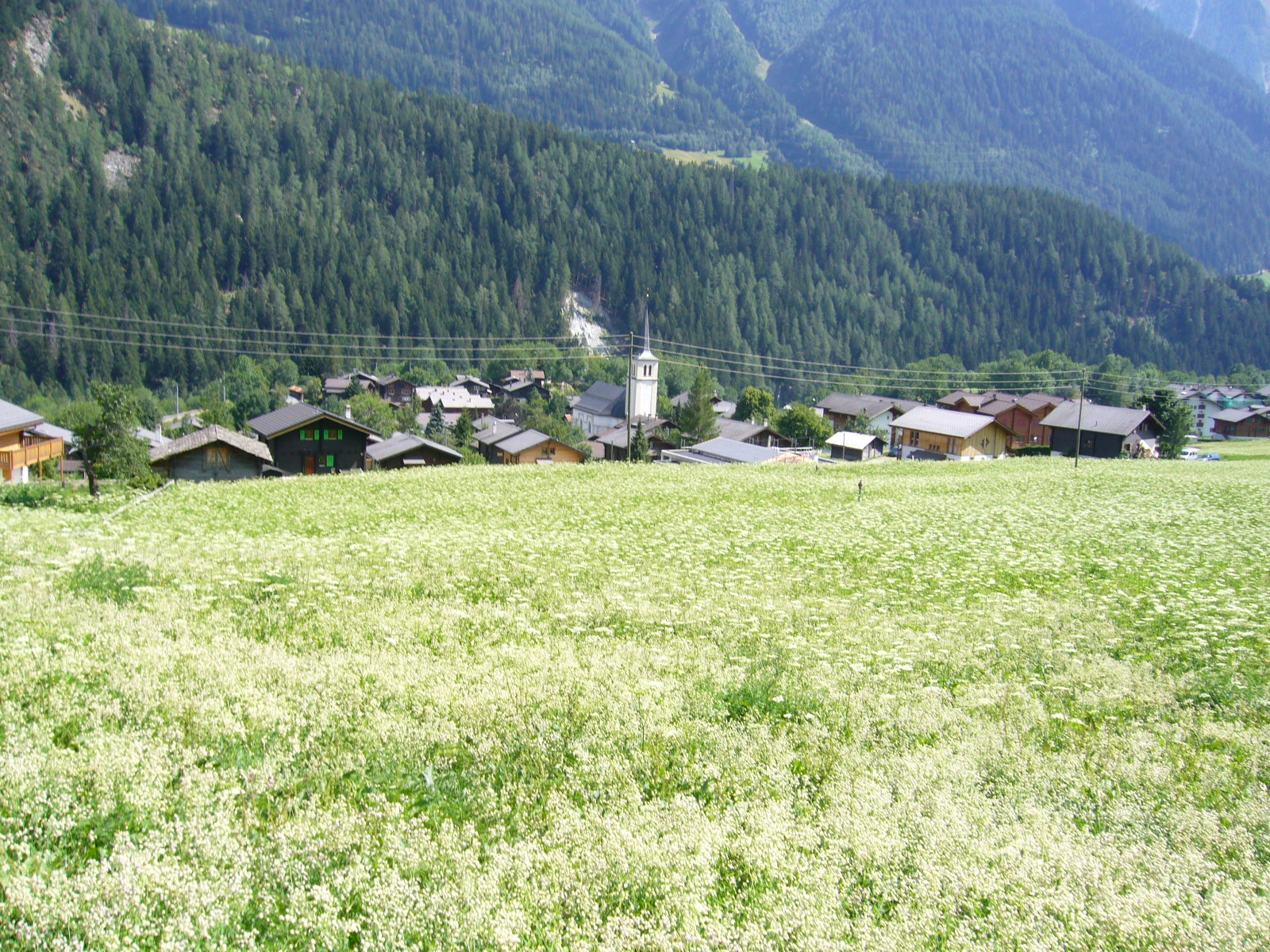

拉克斯是瑞士的城鎮，位於該國南部，由瓦萊州負責管轄，面積5.02平方公里，海拔高度1,039米，2011年人口298，八成半人口信奉羅馬天主教，人口密度每平方公里59人。

## 外部連結
- Official website （页面存档备份，存于） （德文）